# Không (phim)
Không (tên tiếng Anh: Nope) là một bộ phim điện ảnh Mỹ thuộc thể loại kinh dị – khoa học viễn tưởng công chiếu vào năm 2022 do Jordan Peele viết kịch bản, đạo diễn và đồng sản xuất. Với sự tham gia diễn xuất của các diễn viên gồm Daniel Kaluuya, Keke Palmer, Steven Yeun, Michael Wincott, Brandon Perea, Wrenn Schmidt, Barbie Ferreira và Keith David, bộ phim theo chân hai người anh em sở hữu một trang trại đang cố gắng thu thập bằng chứng về một vật thể bay không xác định, cùng với đó là những mối nguy hiểm họa đang chờ đón họ.
Jordan Peele đã chính thức công bố bộ phim thứ ba chưa biết tên mà anh sẽ làm đạo diễn vào tháng 11 năm 2020. Tháng 2 năm 2021, Palmer và Kaluuya tham gia dàn diễn viên đóng phim, với Yeun được chọn đóng vai vào tháng 3, đồng thời Peele cũng tiết lộ tiêu đề của bộ phim vào tháng 7 năm 2021. Bộ phim được khởi quay vào tháng 6 năm 2021 và đóng máy vào tháng 11 cùng năm. Tựa phim được đồn đại sẽ là từ viết tắt của "Not of Planet Earth" hoặc "Not Our Planet Earth" dựa trên áp phích phim, nhưng Peele sau đó tiết lộ rằng tựa đề này đề cập đến phản ứng mà anh hy vọng sẽ khơi gợi được từ khán giả.
Bộ phim Không có buổi ra mắt chính thức tại rạp phim TCL Chinese Theatre ở Los Angeles vào ngày 18 tháng 7 năm 2022, và sau đó được Universal Pictures phát hành tại Mỹ vào ngày 22 tháng 7 năm 2022 và tại Việt Nam vào ngày 26 tháng 8 năm 2022 dưới định dạng 2D, 3D và IMAX. Sau khi ra mắt, bộ phim thu về 172,3 triệu USD và nhận về những lời khen ngợi từ giới chuyên môn, đồng thời còn được Viện phim Mỹ bầu chọn là một trong mười bộ phim xuất sắc nhất năm 2022. Kể từ đó, tác phẩm được đánh giá là một trong những bộ phim khoa học viễn tưởng xuất sắc nhất thế kỷ 21 và là một trong những bộ phim khoa học viễn tưởng xuất sắc nhất mọi thời đại.

## Nội dung

Câu chuyện xoay quanh Otis Jr. (OJ) và Emerald (Em), hai anh em sở hữu chuồng ngựa và một trang trại mang tên Haywood tại California. Cùng với những cư dân của thị trấn biệt lập này, cả hai đã chứng kiến và ghi lại về một sự kiện siêu nhiên bí ẩn và bất thường đến từ đám mây lớn đang lơ lửng trên bầu trời. Sau khi cha của OJ và Em qua đời do bị vật thể lạ rơi trúng, OJ bắt đầu phải bán các chú ngựa của mình cho Ricky "Jupe" Park (Yeun)- Chủ công viên giải trí mang chủ đề viễn Tây Jupiter's Claim. Jupe, từng là một diễn viên sân khấu điện ảnh, chịu cú sốc về tâm lý khi bạn diễn của anh lần lượt bị một con tinh tinh tên Gordy tấn công và giết chết họ.
Một đêm, OJ phát hiện ra bầy ngựa của mình đang bị một vật thể bay không xác định (UFO), hút vào bên trong. Điều này khiến OJ kết luận rằng đây chính là nguyên nhân gây ra cái chết cho cha mình. Hai anh em OJ và Em quyết định tìm cách ghi lại sự tồn tại của chiếc UFO và nhờ Angel Torres (Brandon Perea) lắp đặt các Camera giám sát. Em cũng cố gắng mời nhà quay phim nổi tiếng Antlers Holst (Michael Wincott) tham gia, nhưng ông từ chối. Sau khi lắp đặt các camera giám sát, Angel phát hiện một đám mây không bao giờ di chuyển trong thung lũng, và bộ ba khẳng định đây chính là nơi ẩn náu của chiếc UFO.
Jupe quyết định tổ chức live show quăng dây tại Jupiter's Claim, nhưng mục đích thực sự của anh ta là muốn nhử chiếc UFO bằng Lucky- chú ngựa của nhà Haywood. Tuy nhiên, Jupe, Amber và toàn bộ khán giả bị hút vào chiếc UFO và OJ nhận ra chiếc UFO thực chất là một thực thể săn mồi có tính lãnh thổ cao. Sau khi chiếc UFO nhả ra các mạt vụn, trong đó có cả những phần thi thể còn lại của đám đông, OJ nhận ra rặng UFO chỉ tấn công những ai nhìn trực tiếp vào nó. Khi OJ lên kế hoạch ghi lại sự kiện này, Em nhận được cuộc gọi quyết định giúp đỡ từ Holst. Hai anh em sau đó đặt tên thực thể là "Jean Jacket".
Biết được rằng Jean Jacket sẽ ngắt tất cả nguồn điện nơi nó xuất hiện, Holst quyết định mang một chiếc camera IMAX và cả nhóm quyết định nhử Jean Jacket bằng các phao hình người. Tuy nhiên, một tay paparazzo cố tình chạy vào trường ngắt điện của Jean Jacket và kết quả anh ta bị nuốt chửng. Holst chụp lại được bức ảnh, nhưng quyết tâm phải thực hiện được một khoảnh khắc không tưởng khiến ông bị Jean Jacket nuốt chửng cùng với chiếc Camera của mình. Bộ ba buộc phải chạy trốn, và Angel suýt chút nữa cũng trở thành nạn nhân nếu không có một tám vải che thân. OJ quyết định nhử Jean Jacket và nhìn trực tiếp vào nó, đánh lạc hướng cho Em dùng chiếc xe máy điện chạy đến công viên giải trí. Em thu hút sự chú ý của Jean Jacket bằng một quả bóng bay lớn hình Jupe, Jean Jacket, lúc này đã hiện nguyên hình là một thực thể to lớn, cố gắng nuốt chửng quả bóng bay khiến nó nổ tung. Em chụp lại được bức ảnh mang thời khắc quyết định, và OJ sau đó xuất hiện cùng Lucky bên ngoài Jupiter's Claim.

## Diễn viên
- Daniel Kaluuya trong vai Otis Jr. "OJ" Haywood
- Keke Palmer trong vai Emerald "Em" Haywood
- Steven Yeun trong vai Ricky "Jupe" Park
- Barbie Ferreira trong vai Nessie
- Brandon Perea trong vai Angel Torres
- Michael Wincott trong vai Antlers Holst
- Wrenn Schmidt trong vai Amber Park
- Keith David trong vai Otis Haywood Sr.

## Sản xuất
Ngày 9 tháng 11 năm 2020, có thông báo về việc một bộ phim chưa có tiêu đề do Jordan Peele viết kịch bản, đạo diễn và sản xuất sẽ được Universal Pictures phát hành vào ngày 22 tháng 7 năm 2022. Tháng 2, 2021, Keke Palmer và Daniel Kaluuya được thông báo sẽ góp mặt vào dàn diễn viên của phim trong khi nam diễn viên Jesse Plemons từ chối tham gia vai diễn để tham gia bộ phim Killers of the Flower Moon. Vào tháng 3 cùng năm, Steven Yeun tiếp tục trở thành cái tên tiếp theo được xác nhận sẽ tham gia một vai diễn trong phim. Quá trình quay phim chính của phim chính thức bắt đầu vào ngày 7 tháng 6 năm 2021 tại Los Angeles. Ngày 22 tháng 7 cùng năm, Peele đã tiết lộ áp phích cùng tiêu đề của phim vào thời điểm đúng một năm trước ngày phim công chiếu. Trong cùng ngày, dàn diễn viên chính của phim được thông báo sẽ có thêm sự tham gia của các diễn viên bao gồm Barbie Ferreira, Brandon Perea và Michael Wincott. Tháng 11 năm 2021, Hoyte van Hoytema được xác nhận sẽ đảm nhận vị trí quay phim của phim và phim sẽ được quay bằng phim Kodak bao gồm phim 65mm và định dạng IMAX.